# Никола Василевич (боснійський футболіст)
Никола Василевич (босн. Nikola Vasiljević, нар. 19 грудня 1983, Зворник) — боснійський футболіст, захисник клубу «Шахтар» (Караганда).

## Клубна кар'єра
У дорослому футболі дебютував 2001 року виступами за «Дрину» З з рідного міста, в якій провів 18 матчів чемпіонату, після чого сезон провів в сербській «Борчі».
2004 року уклав контракт з клубом «Модрича», у складі якого провів наступні два роки своєї кар'єри гравця. Більшість часу, проведеного у складі У складі, був основним гравцем захисту команди.
Протягом 2006–2007 років захищав кольори південнокорейського «Чеджу Юнайтед», проте основним гравцем стати не зумів і повернувся назад в «Модричу», з якою став чемпіоном країни.
2010 року недовго виступав за хорватський клуб «Кроація Сесвете», проте закріпитись в його складі не зумів і знову повернувся на батьківщину, ставши гравцем «Звезди» (Градачац).
До складу клубу «Шахтар» (Караганда) приєднався 2011 року, вигравши у складі команди низку національних трофеїв. Наразі встиг відіграти за команду з Караганди 57 матчів в національному чемпіонаті.

## Виступи за збірну
2006 року провів два матчі у складі національної збірної Боснії і Герцеговини, проте надалі до складу збірної не викликався.

### Особисті
- У списку 33 найкращих футболістів казахстанської Прем'єр-Ліги (2) : № 1 (2011[1]); № 2 (2012)

## Приватне життя
Його часто плутають з сербським футболістом Николою Василевичем, який народився з ним в один день і виступав за «Црвену Звезду», проте футболісти навіть не знайомі. Боснійський Василевичем є ж фанатом «Партизана»

## Досягнення

### Командні
- Чемпіон Боснії і Герцеговини (1):

«Модрича»: 2007-08
- Чемпіон Казахстану (2):

«Шахтар»: 2011, 2012
- Володар Кубка Казахстану (1):

«Шахтар»: 2013
- Володар Суперкубка Казахстану (1):

«Шахтар»: 2013
| Дата       | Місто   | Господарі      | Результат | Гості                | Турнір           | Голи | Примітки |
| ---------- | ------- | -------------- | --------- | -------------------- | ---------------- | ---- | -------- |
| 26/05/2006 | Сеул    | Південна Корея | 2 – 0     | Боснія і Герцеговина | товариський матч | -    |          |
| 31/05/2006 | Тегеран | Іран           | 5 – 2     | Боснія і Герцеговина | товариський матч | -    |          |
| Усього     |         | Матчів         | 2         |                      | Голів            | 0    |          |